# 도쿄 성서학원
동경성서학원(東京聖書學院, 도쿄 성서학원)은 일본 도쿄도 히가시무라야마시에 있는 성결교의 목회자 양성 학교이다. 한국에 성결교가 도입되는 과정에서 중요한 역할을 했다.
도쿄 성서학원을 설립한 단체는 동양선교회(Oriental Mission Society)였다. 동양선교회는 미국인 선교사 찰스 카우만(Charles E. Cowman)과 그의 친구 어니스트 길보른(Earnest A. Kilbourne), 그리고 일본인 목사 나카다 주지(田中重治)가 도쿄에서 함께 설립한 선교단체이다. 1901년에 동아시아 지역 선교를 목표로 창립되었다.
동양선교회 설립에 핵심적인 역할을 한 찰스 카우만(Charles E. Cowman)은 본래 미국 감리교 신자였다가 성결교에 입문한 뒤 해외 선교를 꿈꾸게 되었다. 시카고의 무디 성서학원에서 수학하던 중 일본인 나카다 쥬지 목사를 만나 일본 선교에 뜻을 두었다. 카우만은 1901년 1월에 미국 성결운동의 주도 세력이던 만국성결연맹(International Holiness Union)에서 부인과 함께 선교사로 안수받았다.
곧바로 미국을 떠나 일본에 도착한 뒤 나카다 주지와 함께 일본 지역을 복음화하려는 계획을 세웠다. 이같은 목적을 위해 성서학원을 수립하기로 하고 도쿄 간다의 셋방에 복음전도관 겸 성서학원을 세웠다. 이듬해인 1902년에 어니스트 길보른(Earnest A. Kilbourne)이 도쿄에 도착하여 이 단체에 합류했고, 일본의 많은 지역에 복음전도관을 세워나가기 시작했다. 동양선교회라는 이름은 1905년에 정식으로 붙여져 조직적인 선교 단체로 성장해갔다. 도쿄 성서학원은 1963년에 히가시무라야마 시로 이전했다.
남대문 장로교회 신자인 의사 고명우의 소개를 받은 정빈과 김상준이 당시 2년제로 운영되던 도쿄 성서학원에 1905년에 입학하여 한국 성결교회의 시초가 되었다. 한국 성결교회의 사부로 불리는 이명직도 이 학교 출신이다.
도쿄 성서학원의 교육 과정은 신학을 가르친다기 보다 순수하게 성경 공부와 함께 전도 중심의 현장실습을 병행하도록 하였다. 현장 실습은 길에서 사람을 만나 전도하고 복음전도관에 초청하여 대화하는 것이 중심이 되었다. 도쿄 성서학원 학생들은 노방전도에 악대를 동원하여 사람들의 눈길을 끄는 방법을 사용했다. 도쿄 성서학원을 그대로 본따 당시 조선 경성에도 경성성서학원이 설립되었고, 이 경성성서학원은 현재 서울신학대학교로 발전했다. 한국의 초기 성결교회의 선교 현장에도 동양선교회 식의 복음전도관 설립과 악대를 곁들인 노방전도의 전통이 그대로 이어졌다.

## 한국인 졸업자
- 1907년 김상준·정빈 졸업
- 1908년 이장하·강태온·김혁준 졸업
- 1909년 김두엽·박기반 졸업
- 1910년 안동원·최홍은 졸업 / 박용희 중퇴
- 1911년 이명직 졸업 / 배선표·이명헌 중퇴 (조선 귀국후 경성성서학원 편입학)
- 1927년 윤낙영 졸업
- 1929년 김창근 중퇴 (조선 귀국후 경성성서학원 편입학)
- 1933년 장성옥 졸업
- 1941년(추정) 승학수 졸업
- 1995년(추정) 소기호 졸업

## 같이 보기
- 동양선교회
- 기독교대한성결교회
- 예수교대한성결교회
- 대한기독교나사렛성결회
- 한국의 성결교회
- 경성성서학원
- 나카다 주지 목사
- 이명직 목사
- 찰스 카우만 선교사

## 참고자료
- 김현석 (2007년 2월 9일). “한국 성결교회 100년의 발자취를 찾아서 - 성결 100년, 어떤 길을 걸어왔나 (2)”. 기독일보. 2008년 6월 2일에 확인함.[깨진 링크(과거 내용 찾기)]